# Aglaja Orgeni
Aglaja Orgeni   (Rimavská Sobota, 17 de desembre de 1841 - Viena, 15 de març de 1926) fou una soprano de coloratura hongaresa.
Estudià cant a Baden-Baden, sota la direcció de Pauline Viardot i després a Milà amb el reputat professor Lamperti. El sorollós èxit que aconseguí en el seu estrena en el teatre Reial de Berlín li procurà un contracte fixa, que trencà per la seva pròpia voluntat l'any següent, i des de llavors, amb excepció d'algunes temporades a Londres ja no acceptà més compromisos i es presentà en els grans teatres d'Alemanya i Itàlia, i a París només en comptades audicions.
Des de 1886 fou professora en el Conservatori de Dresden, on tingué entre altres alumnes la cantant estatunidenca Edyth Walker, i el 1908 rebé el títol oficial. El nom d'Anna Maria Aglaja von Görger, St. Jörgen, sent Orgeni un anagrama del seu cognom, que només usà en la seva carrera teatral.

## Alumnes (selecció)
- Hildegard Boerner
- Maria Brüning
- Gertrude Förstel
- Berta Morena
- Hanka Petzold
- Margarethe Siems
- Edyth Walker
- Erika Wedekind
- Sophie Wolf